# Sakar (Mali Zvornik)
Sakar (srbsky Сакар) je vesnice v západní části Srbska, administrativně spadající pod opštinu Mali Zvornik. Vesnice se nachází přímo naproti řece Drině, u hranice s Bosnou a Hercegovinou (naproti vesnici Divič). V roce 2011 zde žilo 452 obyvatel, počet obyvatel vsi dlouhodobě klesá, po nějakou dobu ale osciloval okolo pěti set obyvatel.
Z národnostního hlediska je obyvatelstvo v drtivé většině srbské národnosti, zastoupeni jsou ale i Bosňáci jako nejpočetnější národnostní menšina. 
Vesnice stojí na svahu nad umělým jezerem vodní elektrárny Zvornik. Podle map třetího vojenského mapování se nicméně vesnice, která má podobu domů rozprostřených na svazích řeky Driny nacházela vždy nad řekou a proto při výstavbě elektrárny nebyla zaplavena. Po břehu Driny prochází silnice celostátního významu, která spojuje Loznici s Bajinou Baštou a srbskou část Podriní se zbytkem země.
Oblíbené výletní místo je kromě břehu přehradního jezera i lokalita Vlaške Njive.